# Maïna
Pour les articles homonymes, voir Maina (homonymie).
Maïna est un film québécois réalisé par Michel Poulette et sorti en 2013 basé sur la série littéraire homonyme de Dominique Demers.
C'est le seul film québécois dont l’action se passe chez les Innus du Québec et chez les Inuits avant l’arrivée des européens. La première mondiale a eu lieu au Festival international du film de Shanghai en 2013, alors que le film y était invité en compétition officielle.[réf. nécessaire]

## Synopsis
Maïna relate la première rencontre d'un groupe d'Inuits de passage sur les rives du fleuve Saint-Laurent (Québec) et d'une tribu autochtone de la nation Innue (anciennement Montagnais). L'histoire débute à Ekuanitshit  dans l'Archipel-de-Mingan sur la rive nord-est du fleuve. Cette région nommée aujourd’hui Côte-Nord ou Nitassinan en langue innue. Le récit se situe durant la première moitié du 16e siècle juste avant l'arrivée des Français sur le territoire.
Maïna, le personnage principal du film, en essayant de sauver Nipki, un enfant Innu qui s'est fait enlever par les Inuits à la suite d'une bataille entre les deux groupes, se fait capturer à son tour. Elle rencontre alors Natak un jeune Inuit attiré par elle qui décide de les emmener tous les deux chez lui au Nunavik. Ils sillonent le territoire durant plusieurs mois et tombent amoureux l'un de l'autre.
Arrivée parmi les Inuits, Maïna est mal reçue par les proches de Natak. Elle ne comprend pas leurs coutumes et a du mal à s'adapter à sa nouvelle vie.

## Fiche technique
Sauf indication contraire, les informations mentionnées dans cette section peuvent être confirmées par la base de données cinématographiques IMDb,  présente dans la section « Liens externes ».
- Réalisation : Michel Poulette
  - Assistants réalisateurs : Carole Dubuc, Pierre Magny, Gabrielle Mankiewicz (troisième)
- Scénario : Pierre Billon, d'après la série littéraire éponyme de Dominique Demers
- Musique : Michel Cusson, Kim Gaboury
  - Mixage : François Arbour
  - Orchestration : Hugo Mayrand
- Montage : Denis Papillon
- Effets spéciaux : Matt Brady
- Département du son : 
  - Supervision : Jérôme Boiteau
  - Mixage : Jérôme Boiteau
  - Bruitages : Jean-Philippe Jourdain
- Costumes : Véronique Marchessault, Lynda Goode
- Maquillage : Cynthia Patton
- Production : Yves Fortin, Karine Martin
  - Production exécutive : Ronald Gilbert
  - Production associée : Carole Dubuc
- Remerciements : Arthur Tarnowski
- Sociétés d'effets spéciaux : Digital Dimension
- Sociétés de distribution : Equinoxe (Canada), MFA Filmdistribution (en DVD et Blu-Ray)
- Pays :  Québec
- Langues : anglais, inuktitut
- Genres : aventure
- Durée : 102 minutes
- Date de sortie : 
  -  Japon : 15 juin 2013 (Shanghai International Film Festival)
  -  Allemagne : 12 septembre 2016 (Oldenburg Film Festival)
  -  Canada : 1er octobre 2013, 21 mars 2014
  -  Estonie : 28 novembre 2013 (Black Nights Film Festival)
  -  Suède : 7 avril 2013 (Stockholm Filmfestival Junior)

## Distribution
Sauf indication contraire, les informations mentionnées dans cette section peuvent être confirmées par la base de données cinématographiques IMDb,  présente dans la section « Liens externes ».
- Roseanne Supernault : Maïna
- Reneltta Arluk : Aputik
- Mary Buscemi : Mikijuq
- Tantoo Cardinal : Tekahera
- Flint Eagle : Saito
- Jean-Louis Fontaine : Atetshi
- Annie Galipeau : Natau
- Graham Greene : chef Innus Mishtenapeu
- Lamech Kadloo : Ootek
- Peter Miller : Manutabi
- Stuart Myiow Jr. : Quito
- Marci Nakuset Shapiro : Mashti
- Annie Neevee Buscemi : Nilak
- Ipellie Ootoova : Natak (sous le nom de Ipeelie Ootoova)
- Paul-Dylan Qulitalik : Tikittuq
- Kathia Rock : Nussipa
- Éric Schweig : Quujuuq
- Natar Ungalaaq : Tadlo
- Christian Caperaa : doublure du personnage de Nipki pour les cascades
- Jason Hsu, André Laperrière, Maxime Savaria : cascadeurs

## Récompenses
Maïna a été récompensé par 12 prix internationaux, dont plusieurs fois Meilleur film et Meilleure actrice dans des festivals tels que l’American Indian Film Festival. Enfin, Véronique Marchessault est nommée en 2014, par  l'Académie canadienne du cinéma et de la télévision, pour le Prix Écrans canadiens des meilleurs costumes.